# 张家镇 (镇安县)
张家镇，是中华人民共和国陕西省商洛市镇安县一个已撤销的乡级行政区，2015年，陕西省民政厅批复同意撤销张家镇，将其所辖行政区域划归高峰镇。